# Gustaaf Eylenbosch
Gustaaf Jozef Karel Eylenbosch (Gent, 10 december 1856 - aldaar, 17 september 1939) was een Belgisch drukker, journalist, politicus en pionier van de christelijke arbeidersbeweging.

## Levensloop

### Jeugd en opleiding
Eylenbosch werd geboren in Gent, in het beluik aan het Spanjaardenkasteel. Toen hij vier jaar oud was, verloor hij zijn vader. Zijn moeder ging werken om de kost te verdienen en hijzelf ging op internaat bij de broeders te Ronse waar hij Franstalig onderwijs volgde. Op veertienjarige leeftijd ging hij in de leer bij een smid maar dit gaf hij al vlug op. Daarna ging hij bij een drukker in de leer om er zich de stiel van het letterzetten eigen te maken. In de drukkerij was hij verantwoordelijk voor het nalezen van Nederlandstalige teksten.

### Oprichting anti-socialistische vereniging
Eylenbosch werd in 1877 lid van de Gentse Boekdrukkersbond en stilaan groeide zijn belangstelling voor de letterkunde. Zowel in 1878 als in 1882 wist hij de leden van de bond te overtuigen om tegen de kandidaatsstelling van de socialist Edward Anseele te stemmen. In 1881 werd hij bevriend met Herman Ronse en even later stichtte hij samen met hem het genootschap Hou ende Trou. Al vlug groeide dit genootschap uit tot een anti-socialistische politieke beweging die zich bij de parlementsverkiezingen van 1884 aansloot bij de Gentse Vrije Kiezersbond.
In 1886 hervormden Ronse en Eylenbosch de Vrije Kiezersbond en werd de Algemene Bond van Werklieden en Burgers opgericht, een organisatie van niet-socialistische arbeiders en kleine middenstanders die ijverde voor sociale vooruitgang en de verbetering van het lot van haar leden. Eylenbosch werd de eerste hoofdredacteur van De Lichtstraal (met als ondertitel: Antisocialistisch werkmansblad), het weekblad van de bond, dat op 6 november 1886 voor het eerst verscheen.

### Eylenbosch als pionier van de arbeidersbeweging
Vanaf dan ging Eylenbosch zich vooral bezighouden met de uitbouw van een christelijke arbeidersbeweging. Hij groepeerde een aantal ziekenbeurzen tot het Vrije Verbond der Ziekenbeurzen en eind 1886 stichtte hij de Vrije Katoenbewerkersbond, de eerste autonome vereniging van christelijke werknemers in België.
Met de steun van industrieel Maurice de Smet de Naeyer richtte hij de coöperatieve bakkerij Het Volksbelang op als reactie tegen de socialistische coöperatieven die her en der ontstonden.
Na het sociale congres van de katholieken te Luik in september 1890 richtte architect Arthur Verhaegen samen met Eylenbosch de Anti-socialistische Werkliedenbond op. Eylenbosch werd secretaris van deze bond. Nadat de encycliek Rerum Novarum van Paus Leo XIII in 1891 was verschenen, was Eylenbosch op uitnodiging van Joris Helleputte in Leuven aanwezig op de stichtingsvergadering van de Belgische Volksbond, de voorloper van het ACV.
In 1891 smolten het weekblad De Lichtstraal van Eylenbosch en het weekblad Het Volk van Verhaegen samen tot het dagblad Het Volk. Eylenbosch werd hoofdredacteur, directeur en uitgever van het dagblad dat op 21 juni voor het eerst van de persen rolde. Hiermee wilden de katholieken de snelle opgang van de Belgische Werkliedenpartij van Edward Anseele en haar dagblad Vooruit stuiten. Eylenbosch bleef hoofdredacteur tot in 1896 toen hij Verhaegen opvolgde als secretaris van de Belgische Volksbond. Als hoofdredacteur van de krant werd hij opgevolgd door Filiep De Munnynck. Van 1894 tot 1898 schreef hij eveneens bijdragen in het flamingantische weekblad Het Vlaamsche Volk. Van 1891 tot 1892 gaf hij daarnaast weekblad De Domper uit.
In 1901 richtte hij de coöperatieve dokwerkersvereniging Ganda op.
De jonge Dominicanenpater Rutten bracht de verschillende vakverenigingen met christelijke grondslag in 1904 samen in het "Algemeen Secretariaat der Christelijke Beroepsverenigingen". Niet zonder reden koos hij Gent uit als hoofdkwartier van dit secretariaat. Hij verzekerde de beweging ook van financiële steun en van eigen persorganen. Het Volk zou uitgroeien tot het uithangbord van de christelijke arbeidersbeweging. Op dat moment waren er 115 christelijke vakverenigingen, samen goed voor 15.000 leden. In 1908 ontstond een Verbond der Christene Beroepsverenigingen langs Vlaamse kant en een Confédération des Syndicats Chrétiens et Libres des Provinces Wallonnes aan Waalse kant. Beide federaties fuseerden in 1912 tot het Landelijk Verbond van Christelijke en Vrije Vakverbonden (in 1923 hernoemd tot Algemeen Christelijk Vakverbond). Eylenbosch werd de allereerste ACV-voorzitter en bleef dit tot in 1914.
Na de dood van Verhaegen in 1917 werd Eylenbosch voorzitter van de Gentse anti-socialistische werkliedenbond en bleef dit tot in 1926.

### Eylenbosch als politicus
In 1895 werd Eylenbosch gemeenteraadslid in Gent. In 1901 slaagde hij erin om een voorstel tot officiële werklozensteun te laten aanvaarden waardoor de stad Gent op dit vlak een pioniersrol speelde. In 1910 werd Eylenbosch schepen van burgerlijke stand, wat hij bleef tot in 1911.
Van 1922 tot 1932 was hij provinciaal senator en daarna was hij van 1932 tot enkele maanden voor zijn dood in 1939 rechtstreeks gekozen senator voor het arrondissement Gent-Eeklo. In de Senaat zette hij zich in voor de problematiek van de Vlaamse seizoenarbeiders in Frankrijk. Ook verdedigde hij in maart 1923 een wetsvoorstel voor de tweetaligheid van de Rijksuniversiteit Gent.

## Eerbetoon
Hij gaf zijn naam aan een plein in de buurt van het UZ. Daar hangt ook een gedenkplaat.

## Werken
- Catechismus van den waren socialist, Gent, 1891
- De Belgische Volksbond. Beknopte geschiedenis (1891-1920), Gent, 1928
- Het ontstaan en het leven der christene werkliedenbeweging in 't Gentsche (1885-1926), Gent, 1928
- Vijftig jaar sociale politieke katholieke actie (1884-1934), Gent, 1936